# Marginalia (boek)

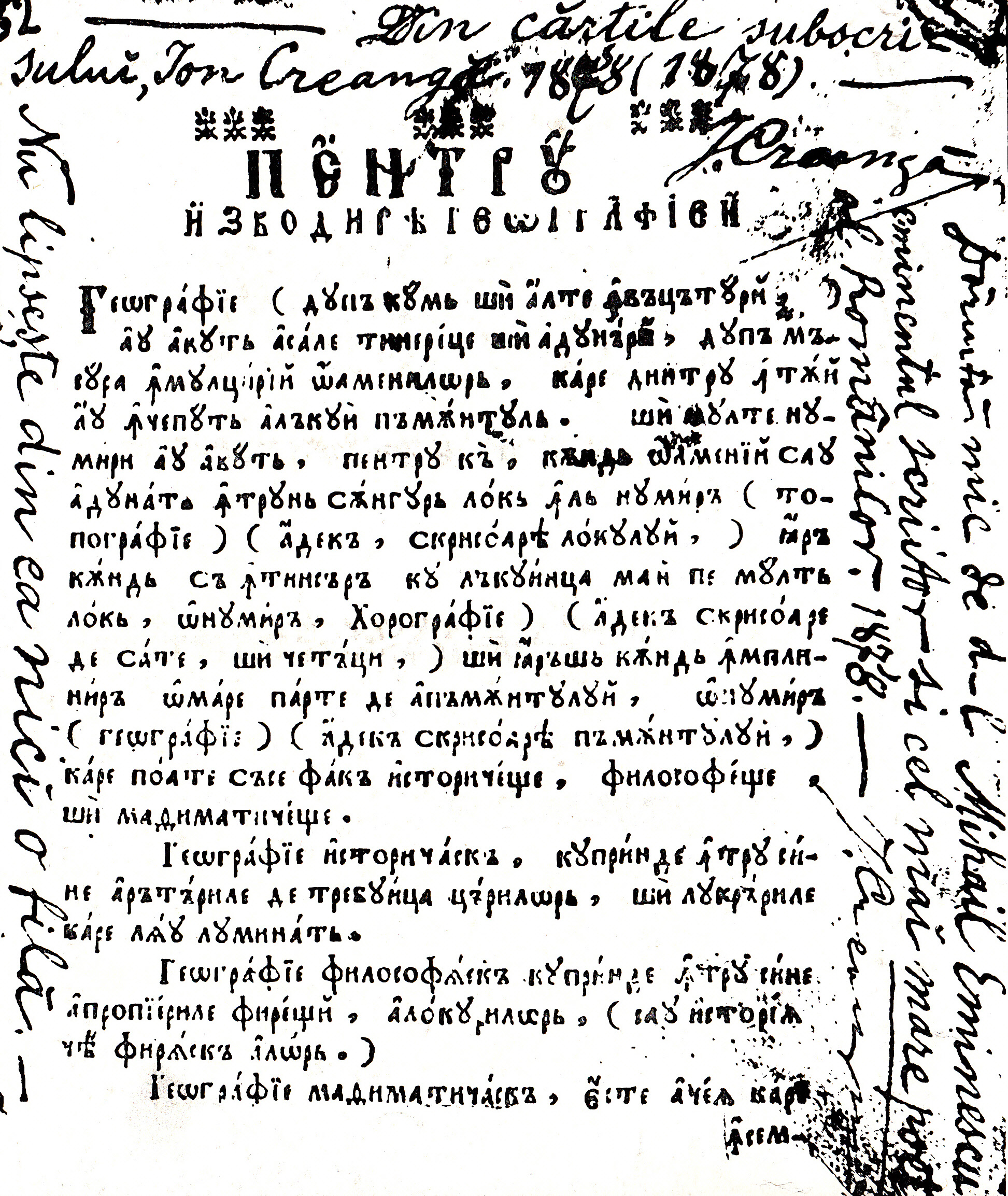

Marginalia is de verzamelnaam voor de notities, krabbels en commentaren die een lezer in de kantlijn van een boek maakt. De term wordt soms ook gebruikt voor tekeningen in geïllustreerde middeleeuwse manuscripten. Marginalia slaat niet op de markeringen, potloodstrepen en droedels die men wel in boeken vindt.
In middeleeuwse handschriften kunnen de glossen, het commentaar bij de tekst, zowel tussen de regels staan (interlineaire glossen) als in de marge. De marge van handschriften werd daartoe bewust groot gehouden, zodat er een ruime bladspiegel ontstond.
Dankzij Samuel Taylor Coleridge kreeg de term grote bekendheid. Deze Engelse dichter had de neiging in bijna elk boek dat hij las aantekeningen te maken. Van zijn marginalia alleen zijn postuum al vijf delen verschenen.
Sommige beroemde marginalia zijn (aanzetten tot) belangrijke boeken, omdat onbeschreven vellen papier zeldzaam of niet voorhanden waren. Voltaire noteerde in gevangenschap veel in de marge van zijn boeken, de reislustige schrijver Sir Walter Raleigh schreef zijn laatste woorden in de kantlijn voor hij ter dood werd gebracht.
Marginalia kunnen de waarde van een boek beïnvloeden, afhankelijk van de auteur en het boek waarin hij schreef. Marginalia van W.F. Hermans in een roman van Simon Vestdijk voegen iets toe aan het exemplaar, zeker als daarin een aanzet tot een latere recensie in te vinden is. Notities van de dichteres Ida Gerhardt in een boek over de klassieke oudheid kunnen nieuw licht werpen op haar relatie tot de klassieken en de genese van een specifiek gedicht. 